# 慧遠 (隋)
慧遠（えおん、523年（正光4年） - 592年8月7日（開皇12年6月24日））は、中国の北周・隋代の地論宗の僧。東晋廬山の慧遠と区別して浄影寺の慧遠と呼ばれる。俗姓は李氏。敦煌郡出身の人である。

## 生涯
建州高都県（山西省晋城市沢州県）に生まれる。
13歳で出家し、四分律や経論を修学し、法上（495年 - 580年）に師事した。法上は、『十地経論』を研究する地論宗の南道派の中心人物で、北斉の僧統であった慧光の弟子で、師と同じく僧統となった。慧遠は、北周武帝の廃仏時に、ただ一人、武帝に対して正面きって直諫した。580年（大象2年）に仏教が復興すると、少林寺で講説した。
隋代になると、洛州の沙門都に任じられた。その後、開皇7年（587年）には、都の大興城に招致された。当初は大興善寺に入ったが、その喧騒を嫌い、新たに建立された浄影寺に移った。以後、遠は浄影寺で講説を行い、700余人という多数の僧徒が集まったという。主著は、『大乗義章』14巻である。自宗の見地からみた六朝仏教教理の総説的な内容であり、教理史上において重要視される。
開皇12年（592年）に勅が下り、翻経を管轄し、その文義を校定するよう求められたが、その年に住寺で没した。享年70。

## 伝記資料
- 『続高僧伝』巻8「隋京師浄影寺釈慧遠伝」